# Jens Pedersen Jernskæg
Jens Pedersen Jernskæg (død 13. september 1448) var biskop i Roskilde Stift fra 1431.
Han var en søn af Peder Nielsen Jernskæg, og deltog i de beslutninger fra rigsrådet, der førte til Erik af Pommerns afsættelse og valget af Christoffer af Bayern. Han havde særlige grunde til at være imod kong Erik, idet denne havde berøvet bispedømmet borgen og byen København, men af den nye konge opnåede bispen dog blot et løfte om, at sagen skulde blive underkastet rettergang, hvad der dog ikke synes at være blevet udført. Da Christoffer døde i 1448, gav Jens Pedersen Jernskæg kun Christian af Oldenborg sin stemme, mod at der blev lovet ham, at han enten skulle få København tilbage eller i det mindste Møn til erstatning, og denne ø fik bispestolen virkelig, om end vel først efter bispens død. Om Jens Pedersen Jernskægs kirkelige styrelse vides intet af interesse; i hans tid led domkirken og Roskilde by stor skade ved en brand i 1443. 